# 涼邑芹
涼邑 芹（すずむら せり、1998年8月5日 - ）は、日本のアイドル、俳優。
アリスプロジェクト所属。所属ユニットは仮面女子、秋葉仮面、ぴゅあふる、kiraboshi トッピングガールズFTTB、七代目トッピングガールズ、トッピングガールズ2023、肉汁ガールズ2023。

## 人物
- 千葉県出身　身長170cm　足のサイズ24.5cm  血液型O型
- 趣味：アニメ、特撮、音楽鑑賞。
- 特技：HIPHOP。
- 幼い頃からクラシックバレエを8年、ジャズダンスを2年、HIPHOPダンスを3年やっていた。
- 担当カラーは青
- ニックネームは、芹　芹ちゃん　ちぇり
- 特撮好き。一番好きなのは仮面ライダーW
- 「第15回山形国際ムービーフェスティバル2019」の授賞式にて、船越英一郎から最優秀俳優賞を授与される。他主演映画多数出演。
- 2023年8月初舞台出演「ミュージカルNeoDoll」
- 2024年7月初2.5次元舞台出演『ヒプノシスマイク -Division Rap Battle-』Rule the Stage -Renegades of Female-

### 経歴
- 2015年8月30日、事務所所属。（家族が勝手にオーディションに応募して２次を受けに行った時に実際にライブを見て入所を決意と本人談、映画つむぐ他何度もインタビュー等）
- 2015年9月7日　AJ（アリス嬢）としてブログ開始[1]。
- 2015年9月22日　就活応援隊 with アポselfメンバーとして初ステージ[2]。
- 2015年12月25日　「アリスはここから！」ひとりだけのオーディションで合格！仮面女子研究生「スライムガールズ」昇格。
- 2016年1月6日、「スライムガールズ」に加入。
- 2016年6月18日、派生ユニット「秋葉仮面」に加入。
- 2016年7月17日、仮面女子候補生「OZ」昇格。
- 2017年4月、町田シバヒロで開催された「大つけ麺博」イメージキャラクター「トッピング☆ガールズFTTB（ふたたび）」を務める[3]。
- 2017年3月 - 12月、FMやまと『涼邑芹と陽向こはるのアリスタ!』のメインパーソナリティを務める。
- 2017年11月25日、超組閣で、仮面女子スチームガールズへの昇格が決定[4]。
- 2018年1月20日、仮面女子カフェにて、「超卒業式　超加入式」開催！　仮面女子候補生、OZを卒業し、スチームガールズに加入。
- 2018年2月15日、仮面女子カフェにて、「仮面の儀」により、仮面女子に加入。[5]。
- 2018年4月1日、仮面女子カフェ２部にて派生ユニットぴゅあふる加入発表。[6]。
- 2018年8月13日、仮面女子カフェ２部にて派生ユニットぴゅあふる加入。[7]。
- 2018年10月18日、仮面女子カフェ２部にて組閣発表でアリス十番昇格発表。[8]。

- 2018年12月17日、「アリス十番」加入。

- 2019年5月21日、オリジナル映画「つむぐ」主演映画　予告編公開[9]。

- 2019年6月8日、初主演映画「つむぐ」公開
- 2019年9月20日、出演映画「リスタート:ランウェイ〜エピソード・ゼロ」完成披露上映（猪狩ともか主演）[10]。
- 2019年11月9日、主演映画「つむぐ」で「山形国際ムービーフェスティバル 2019」において「最優秀俳優賞(船越英一郎賞)」を受賞[11]。
- 2020年2月8日〜14日、主演映画「つむぐ」池袋シネマ・ロサで上映[12]。
- 2020年3月16日、トッピング☆ガールズオーディションで7代目トッピング☆ガールズに選出[13]。
- 2020年5月7日、七代目トッピング☆ガールズのリーダー就任[14]。
- 2020年5月17日〜24日、Ｚｏｏｍ生演劇「オンラインノミ」出演[15]。
- 2020年11月27日、『イオンエンターテイメント×仮面女子』=『ドキュメンタリー映画×新ユニットkiraboshi』新曲「星の降る夜」初披露　センターに抜擢。映画「今は、進め。」は、2021年2月末劇場公開予定！[16]。
- 2020年12月13日、仮面女子の密着映画が２０２１年２月２６日に全国公開　涼邑芹「私たちの全てが詰まっている」。[17]。
- 2021年11月14日、山形国際ムービーフェスティバル2021にて出演作『LADY TO GO』が入選・NID東北賞を受賞[18]
- 2021年12月9日、渋谷「ラ・ママ」にて、森下舞桜＆涼邑芹の「まおせり」初ライブ披露！[19]
- 2022年4月26日、仮面女子：涼邑芹・木下友里がメインキャストを務めたドキュメンタリーフランス映画「パーフェクトボーイフレンド」期間限定公開[20]
- 2022年5月22日、映画 貧困女子は「自助論」で世界を救えるか！？に出演 [21]
- 2022年10月5日、森下舞桜＆涼邑芹の「まおせり」をフィーチャー　ダウトメンがライブ開催[22]
- 2022年12月15日、森下舞桜＆涼邑芹の「まおせり」をフィーチャー　ダウトメンがライブ開催[23]
- 2022年12月20日、新生・仮面女子に加入を発表！[24]
- 2023年4月1日、小山市御殿広場で開催の大つけ麺博-帰ってきた最強ラーメン祭のトッピングガールズとして出演！５月13日〜は八街！激うま！ラーメン祭りで出演！[25]
- 2023年6月21日、レッドロブスター WebCM公開[26]
- 2023年6月26日、ミュージカル「Neo Doll 」にリンドウ役で出演発表！[27]
- 2023年8月18日、ミュージカル「Neo Doll 」にリンドウ役で初舞台！[28]
- 2023年10月1日-15日、八街!激うま!肉汁フェスにて、肉汁ガールズとして出演[29]
- 2024年2月23日-、オムニバスホラー「ドラレコ霊」2月より公開【相続霊】主演莉央役で出演[30]
- 2024年4月3日-、「ライブダウトメン!!!(vol.2)」～華麗なるジャパニーズアニメの世界～に出演[31]
- 2024年3月29日-4月21日、大つけ麺博 Presents 最強ラーメン祭 in 小山 2024に出演[32]
- 2024年4月12日-5月5日、大つけ麺博 Presents よこすかラーメン艦隊 supported by Rakutenに出演[33]
- 2024年4月23日、舞台『ヒプノシスマイク -Division Rap Battle-』Rule the Stage -Renegades of Female-に天都己一愛役で出演発表！[34]

- 2024年5月10日-6月2日、八街！激うま！ラーメン祭2024に出演[35]

- 2024年7月4日-7月28日舞台『ヒプノシスマイク -Division Rap Battle-』Rule the Stage -Renegades of Female-（2024年7月4日（木）～7月15日（月） 東京・品川プリンスホテル クラブeX 7月25日（木）～7月28日（日）大阪・松下IMPホール） - 天都己一愛（あまつみいのり）役[36]

- 2025年1月17日ネルケプランニング30th ANNIVERSARY『ネルフェス2024』後夜祭！（2025年1月17日（金）東京・TOKYO DOME CITY HALL - おたのしみコーナー：舞台『ヒプノシスマイク -Division Rap Battle-』Rule the Stage -Renegades of Female- ライブパフォーマンスにて天都己一愛（あまつみいのり）役[37]

- 2025年3月17日ヒプステ＜中王区＞新作公演 上演決定！発表　舞台『ヒプノシスマイク』天都己一愛（あまつみいのり）役　東京・品川プリンスホテル クラブeX 2025年9月4日（木）～9月23日（火・祝）[38]